# 395.
◄ | 3. stoljeće | 4. stoljeće | 5. stoljeće | ►
◄ | 360-ih | 370-ih | 380-ih | 390-ih | 400-ih | 410-ih | 420-ih | ►
◄◄ | ◄ | 392. | 393. | 394. | 395. | 396. | 397. | 398. | ► | ►►
Astronomija • Književnost • Kršćanstvo

## Događaji
- Konačna podjela Rimskog Carstva na Istočno Bizantsko i Zapadno Rimsko Carstvo nakon smrti cara Teodozija

## Smrti
- 17. siječnja – Teodozije I. Veliki, rimski car (* 347.)

## Vanjske poveznice
|  | Zajednički poslužitelj ima još gradiva o temi 395. |